# Općina Veles
Općina Veles (makedonski: Општина Велес) je jedna od 80 općina Republike Sjeverne Makedonije koja se prostire u sredini Sjeverne Makedonije. 
Upravno sjedište ove općine je grad Veles.

## Zemljopisne osobine
Općina Veles dobrim se dijelom proteže kroz dolinu Vardara, obodni dijelovi su planinski, posebno zapadni dio općine s planinama Golešnica i Jakupica.
Općina Veles graniči s općinom Petrovec na sjever, te s općinom Sveti Nikole na sjevero istok, s općinom Lozovo na istok, s općinom Gradsko na jugoistok, s općinom Čaška na jug, te s općinom Zelenikovo na zapad.
Ukupna površina Općine Veles je 427.45 km².

## Stanovništvo
Općina Veles ima 55 340 stanovnika. Po popisu stanovnika iz 2002. nacionalni sastav stanovnika u bio je sljedeći; .

## Naselja u Općini Veles
Ukupni broj naselja u općini je 29, od njih su 28 sela i jedan grad Veles.

## Pogledajte i ovo
- Veles
- Sjeverna Makedonija
- Općine u Sjevernoj Makedoniji

## Vanjske poveznice
- Službene stranice Općine Veles
- Općina Veles na stranicama Discover Macedonia